# Альфьери, Дино
Эдоа́рдо Альфье́ри (имя обычно сокращается до Дино, итал. Dino Alfieri; 8 декабря 1886, Болонья, Болонья, Эмилия-Романья, Италия — 2 декабря 1966, Милан, Италия) — итальянский фашистский политик.
Альфье́ри родился в Болонье. В 1911 году он получил юридическое образование и вскоре после этого вступил в националистическую группу, образованную Энрико Коррадини. Пройдя добровольцем Первую мировую войну, он критически отозвался о слиянии группы Коррадини с Бенито Муссолини в Национальную фашистскую партию (НФП). Тем не менее, в 1924 году он был избран в итальянскую палату депутатов по списку НФП.
Во время правления Муссолини, Альфьери было поручено несколько задач: между 1929 и 1934 годами он был одним из директоров Выставки фашистской революции, заместителем секретаря Corporazioni, и заместителем госсекретаря по вопросам прессы и пропаганды с 1935 года, предполагая, что он будет исполнять обязанности министра Галеаццо Чиано во время поездки последнего для участия во Второй итало-эфиопской войне. Когда Чиано в 1937 году стал итальянским министром иностранных дел Дино Альфьери был назначен министром народной культуры и объявил себя сторонником законов о расовой сегрегации, принятых в 1938 году.
Он был послом Италии при Святом Престоле в 1939 году, а затем в 1940—1941 годах — в нацистской Германии, где он встретился с Гитлером. Альфьери был членом Большого фашистского совета и поддержал Дино Гранди в ходе переворота в июле 1943 года и санкционировал участие страны в Оси. 24 октября 1943 года бежал в Швейцарию. Был приговорён к смертной казни заочно в ходе Веронского процесса (1944).
В 1947 году Альфьери вернулся в Италию из Швейцарии, а через год опубликовал книгу воспоминаний Due dittatori a fronte (с итал. — «Два диктатора лицом к лицу», имеются в виду Муссолини и Гитлер).
Умер 2 января 1966 года в Милане.